# 7-я армия (РККА)
7-я армия (7 А) — оперативное войсковое формирование (объединение, армия) Рабоче-Крестьянской Красной Армии (РККА), сформированное во время Гражданской войны и интервенции в России.

## Первое формирование

### История
Сформирована приказом РВС Северного фронта от 1 ноября 1918 года на основании директивы РВСР от 30 октября 1918 года из частей бывшей Олонецкой группы войск, 2-й Петроградской пехотной дивизии и Псковской стрелковой дивизии. Действовала в составе Северного фронта, а после расформирования последнего (директива главкома № 795/ш от 12 февраля 1919 года) передана в состав Западного фронта.
Постановлением РВСР от 22 ноября 1918 года 7-й армии в оперативном отношении были подчинены Балтийский флот и крепость Кронштадт.
Приказом войскам Западного фронта № 0752 от 29 декабря 1918 года в состав 7-й армии из Западной армии была передана армейская группа Латвии, образованная директивой главкома от 8 декабря 1918 года. По постановлению РВСР от 4 января 1919 года группа преобразована в Армию Советской Латвии и подчинена непосредственно главкому.
Приказом командования армии № 01002 от 1 февраля 1919 года для обороны Псковского узла, прикрытия направлений на Старую Руссу и Лугу была создана Псковская группа войск (боевой участок) (Эстляндская стрелковая бригада и части 10-й стрелковой дивизии). По распоряжению командующего фронтом № 2329 от 8 апреля 1919 года группа вошла в состав Эстляндской армии, а по расформировании последней (приказ войскам фронта № 024 от 2 июня 1919 года) — в Южную группу войск 7-й армии, где составила Псковскую группу (участок).
Приказом войскам армии № 2/оп от 20 февраля 1919 года в целях укрепления обороны Карельского перешейка и крепости Кронштадт была создана Петроградская оборонительная группа. Ликвидирована приказом войскам армии № 144 от 14 апреля 1919 года.
Приказом войскам армии № 012 от 23 мая 1919 года для обороны Петрограда была создана Нарвская группа войск в составе Сводно-Балтийской и 6-й стрелковой дивизий, Лужского боевого участка. Приказом войскам армии № 020 от 4 июня 1919 года группа расформирована, личный состав штаба передан на формирование штаба Северной группы войск.
В период борьбы против войск Юденича приказом войскам 7-й армии № 018 от 3 июня 1919 года были образованы Северная и Южная группы войск. В состав Северной группы входили 1-я, 6-я, 19-я стрелковые дивизии, действующие на Междуозерном, Карельском и Нарвском участках, и район внутренней обороны Петрограда, в состав Южной группы — части Лужского и Псковского боевых участков (групп).
Приказом войскам армии № 035 от 29 июля 1919 года Южная группа расформирована. Лужский боевой участок был подчинён непосредственно 7-й армии. По приказу войскам фронта № 038/оп от 29 июля 1919 года Псковский участок передавался в 15-ю армию, а приказом войскам фронта № 047/оп от 30 августа 1919 года возвращён в 7-ю армию. В середине сентября 1919 расформирован.
В связи с передачей Междуозерного участка и 1-й стрелковой дивизии в состав 6-й армии (директива главкома № 3610/оп от 2 августа 1919 года) Северная группа приказом войскам армии № 039 от 6 августа 1919 года расформирована.
В соответствии с постановлением Совета Рабоче-Крестьянской Обороны от 23 июля 1919 года о превращении Петрограда и его окрестностей в укреплённый район, директивой главкома № 3610 от 2 августа 1919 года был создан Петроградский укреплённый район с подчинением РВС 7-й армии.
С целью нанесения удара войскам Юденича директивой главкома № 4969/оп от 17 октября 1919 года для 7-й армии была создана Ударная (Колпинская) группа (С. Д. Харламова) в составе 3-й бригады 2-й стрелковой дивизии и бригады курсантов. По приказу войскам армии № 097 от 7 ноября 1919 года она влилась в группу С. И. Одинцова. Эта группа была образована по приказу войскам армии № 074 от 21 октября 1919 (2-я стрелковая дивизия, Башкирская кавалерийская бригада) и расформирована 19 ноября 1919.
После окончания боевых действий на петроградском направлении постановлением Совета обороны от 10 февраля 1920 года переименована в Петроградскую революционную армию труда с подчинением её РВС Западного фронта. C 25 февраля 1920 года армия подчинялась непосредственно РВСР.
Армии подчинялись: крепость Шлиссельбург (январь — февраль 1920 года), Петроградский укрепрайон (август 1919 — февраль 1920 года); озёрно-речные флотилии Онежская (ноябрь 1918 — август 1919 года), Волхов-Ильменская, Чудская (с 8 марта 1919 года подчинялась Эстляндской армии), Штаб воздушной обороны Петрограда (с 1 декабря 1918 года), ряд узлов обороны.
Штаб армии дислоцировался в Новгороде (декабрь 1918 — июль 1919 года), Детском Селе (август — октябрь 1919 года), Петрограде (октябрь 1919 — февраль 1920 года).

### Состав
В состав армии входили:
- Управление (штаб);
- 1-я стрелковая дивизия и штаб Междуозёрного района (ноябрь 1918 — август 1919 года)
- 2-я стрелковая дивизия (июль — декабрь 1919 года)
- 2-я Петроградская пехотная дивизия (ноябрь 1918 года)
- 2-я Новгородская пехотная дивизия (ноябрь 1918 — январь 1919 года)
- 6-я стрелковая дивизия (ноябрь 1918 — февраль 1920 года)
- 10-я стрелковая дивизия (февраль — июль 1919, сентябрь 1919 — февраль 1920 года)
- 19-я стрелковая дивизия, бывшая Олонецкая группа войск (ноябрь — декабрь 1918, январь — август 1919 года)
- 19-я стрелковая дивизия, бывший Лужский боевой участок (август — сентябрь 1919, январь — февраль 1920 года)
- 55-я стрелковая дивизия (бывший Карельский боевой участок; ноябрь 1919 — февраль 1920 года)
- 56-я стрелковая дивизия (ноябрь 1919 — февраль 1920 года)
- Псковская стрелковая дивизия (ноябрь 1918 года)
- Эстонская стрелковая дивизия (июнь — июль 1919 года)

### Боевые действия
В ноябре 1918 года после начала вывода германских войск с оккупированных территорий войска армии приняли участие в походе советских войск в Эстонию. 22 ноября 1918 года части 7-й армии впервые атаковали Нарву, но штурм был отбит немецкими войсками, всё ещё остававшимися в городе. Спустя неделю советские войска всё же овладели городом. Затем войска 7-й армии стали наступать на запад, и к началу января 1919 года они находились в 35 километрах от Таллина. Однако крайне медленное продвижение советских войск и ограниченность сил армии позволили Временному правительству Эстонии при поддержке иностранных государств (прежде всего Англии и Финляндии) и русских белогвардейцев собрать силы для отпора. 7 января 1919 года эстонская 1-я дивизия перешла в контрнаступление, и уже 19 января эстонцы и финны взяли Нарву и вступили на территорию Петроградской губернии. Таким образом, советский поход в Эстонию потерпел неудачу, и уже с весны 1919 г. советское правительство стало задумываться о заключении мира с Эстонией.
К весне 1919 года войска армии занимали полосу обороны шириной в 600 км — от Онежского озера до Чудского озера. В составе армии насчитывалось около 20 000 штыков и сабель, 162 орудия, 412 пулемётов. Противостояли 7-й армии финские войска (на Карельском и Онежско-Ладожском перешейках), белогвардейский Северный корпус генерал-майора К. К. Дзерожинского и эстонские войска (южнее Финского залива). В апреле 1919 года в наступление перешла Олонецкая добровольческая армия на Онежско-Ладожском перешейке. Финны захватили Олонец и вышли на подступы к Лодейному Полю. Однако, получив подкрепления, в мае советские войска смогли потеснить противника. В конце июля 1919 года советские войска провели Видлицкую десантную операцию, нанеся поражение финнам и вынудив их отступить на территорию Финляндии.
12 мая 1919 года Северный корпус и эстонские войска при поддержке английского флота прорвали оборону 7-й армии и стали наступать на петроградском и гдовско-псковском направлениях. 15 мая белые заняли Гдов, 17 мая — Ямбург. К июню 1919 года фронт стабилизировался на рубеже Красная Горка, восточнее Волосово, Бежаны, западнее Луги. Усилившись за счёт войск, переброшенных с других фронтов (наиболее значительным подкреплением стала 2-я стрелковая дивизия, прибывшая из Туркестанской армии Восточного фронта), 21 июня 7-я армия перешла в наступление против войск Северо-Западной армии (бывший Северный корпус). 5 августа войска армии овладели Ямбургом и вышли на рубеж Луги, после чего перешли к обороне.
Осенью 1919 года войска Северо-Западной армии генерал-майора А. П. Родзянко (со 2 октября — генерала от инфантерии Н. Н. Юденича) предприняли вторую попытку наступления на Петроград. 28 сентября II корпус белых прорвал фронт левого крыла 7-й армии и 4 октября занял станцию Струги Белые. 12 октября в наступление на петроградском направлении перешёл I корпус Северо-Западной армии. 12 октября белые овладели Ямбургом, 13 октября — Лугой, 17 октября — Гатчиной, 20 октября — Павловском и Детским Селом. К 20 октября белые вышли на рубеж западнее Серая Лошадь, Ропша, Детское Село, Вырица, Батецкая и создали непосредственную угрозу Петрограду. Однако, сосредоточив максимум сил на петроградском направлении, белые не смогли перерезать Николаевскую железную дорогу, чем и воспользовалось советское командование, собрав мощную группировку на фланге Северо-Западной армии в районе станции Тосно. 21 октября 7-я армия (около 40 тысяч штыков и сабель, 453 орудия, 708 пулемётов, 6 бронепоездов, 9 бронемашин, 23 самолёта) перешла в контрнаступление и 23 октября отбила Детское Село и Павловск, а 26 октября — Красное Село. Оказавшись перед угрозой обхода с фланга, белые начали отступать от Петрограда. Преследуя противника, войска 7-й армии 3 ноября заняли Гатчину, 7 ноября — Волосово, 14 ноября — Ямбург и к концу ноября вышли на рубеж реки Нарвы. Северо-Западная армия под влиянием поражений подверглась разложению, её остатки отступили в Эстонию. 31 декабря вступило в силу соглашение о перемирии между РСФСР и Эстонией, а 2 февраля 1920 года был заключён Тартуский мирный договор, что означало окончание войны на Северо-Западе РСФСР. Сразу после этого управление 7-й армии было расформировано.

### Командный состав
Командующие:
- 01.11.1918 — 28.11.1918 Искрицкий, Евгений Андреевич
- 28.11.1918 — 05.12.1918 Голубинцев, Евгений Матвеевич (врид)
- 05.12.1918 — 27.01.1919 Хенриксон, Николай Владимирович (врид)
- 27.01.1919 — 01.07.1919 Ремезов, Александр Кондратьевич
- 01.07.1919 — 26.09.1919 Матиясевич, Михаил Степанович
- 26.09.1919 — 17.10.1919 Харламов, Сергей Дмитриевич
- 17.10.1919 — 17.11.1919 Надёжный, Дмитрий Николаевич
- 17.11.1919 — 10.02.1920 Одинцов, Сергей Иванович

Члены РВС
- 01.10.1918 — 21.01.1919 Розен, Михаил Иосифович
- 19.11.1918 — 03.12.1918 Нацаренус, Сергей Петрович
- 19.11.1918 — 29.03.1919 Восков, Семён Петрович
- 22.11.1918 — 05.01.1919 Томашевич, Иван Александрович
- 09.12.1918 — 05.05.1919 Позерн, Борис Павлович
- 30.01.1919 — 28.05.1919 Лепсе, Иван Иванович
- 11.02.1919 — 10.02.1920 Шатов, Владимир Сергеевич
- май 1919 Харитонов, Моисей Маркович
- 25.05.1919 — 28.06.1919 Межлаук, Иван Иванович
- 28.06.1919 — 30.09.1919 Розенгольц, Аркадий Павлович
- 14.07.1919 — 26.11.1919 Зиновьев, Григорий Евсеевич
- 05.10.1919 — 17.11.1919 Козловский Б. С.
- 06.10.1919 — 17.12.1919 Подвойский, Николай Ильич
- 23.10.1919 — 10.02.1920 Лашевич, Михаил Михайлович
- 22.12.1919 — 22.01.1920 Медведев С. П.

Начальники штаба:
- 01.11.1918 — 08.11.1918 Медиокритский, Василий Евгеньевич
- 08.11.1918 — 25.12.1918 Шишкин Владимир И.
- 25.12.1918 — 08.05.1919 Цыгальский, Михаил Викторович
- 08.05.1919 — 05.07.1919 Голубев С. Н.
- 05.07.1919 — 30.09.1919 Люндеквист, Владимир Яльмарович (изменник)
- 30.09.1919 — 17.10.1919 Лютов Александр А.
- 17.10.1919 — 14.11.1919 Александров Леонид К.
- 14.11.1919 — 31.12.1919 Харламов, Сергей Дмитриевич
- 31.12.1919 — 27.01.1920 Энден, Михаил Михайлович фон (врид)
- 27.01.1920 — 10.02.1920 Зарубаев, Владимир Николаевич

Комиссары:
- ??.??.1919 — 09.02.1920 Деменев, Иван Никитич, комиссар бронесил.

## Второе формирование
Приказом РВСР от 10 апреля 1920 года управление 7-й армии с 15 апреля 1920 года было восстановлено. Приказом РВСР от 3 декабря 1920 года управление армии было объединено с управлением Петроградского военного округа. Боевых действий армия не вела.

### Состав
В состав армии входили:
- Управление (штаб);
- 1-я стрелковая дивизия и штаб Междуозёрного района (апрель — июль 1920 года)
- 6-я стрелковая дивизия (февраль — май 1920 года)
- 12-я стрелковая дивизия (сентябрь — октябрь 1920 года)
- 13-я стрелковая дивизия (июнь — сентябрь 1920 года)
- 18-я стрелковая дивизия (апрель — май 1920 года)
- 19-я стрелковая дивизия, бывший Лужский боевой участок (февраль — апрель 1920 года)
- 43-я стрелковая дивизия (1-го формирования); август — декабрь 1920 года)
- 54-я стрелковая дивизия (апрель — июнь 1920 года)
- 55-я стрелковая дивизия (бывший Карельский боевой участок; февраль — август 1920 года)

### Командный состав
Командующие:
- 15.04.1920 — 30.07.1920 Одинцов, Сергей Иванович
- 30.07.1920 — 25.08.1920 Лашевич, Михаил Михайлович (врид)
- 25.08.1920 — 03.12.1920 Зарубаев Владимир Николаевич

Члены РВС
- 15.04.1920 — 03.12.1920 Шатов, Владимир Сергеевич
- 15.04.1920 — 31.08.1920 Лашевич, Михаил Михайлович
- 25.08.1920 — 03.12.1920 Евдокимов, Григорий Еремеевич
- 25.07.1920 — 03.12.1920 Семёнов Б. А.
- 10.10.1920 — 03.12.1920 Авров, Дмитрий Николаевич

Начальники штаба:
- 15.04.1920 — 25.09.1920 Зарубаев Владимир Николаевич
- 25.09.1920 — 07.10.1920 Плющевский-Плющик, Григорий Александрович
- 07.10.1920 — 03.12.1920 Ростов Л. Н.

## Третье формирование
Управление сформировано 5 марта 1921 года в связи с Кронштадтским восстанием. После подавления восстания 10 мая 1921 года управление армии было расформировано, а войска переданы в Петроградский военный округ.

### Состав
В состав армии входили:
- Управление (штаб);
- 11-я стрелковая дивизия (март — апрель 1921)
- 27-я стрелковая дивизия (март 1921 года)
- 43-я стрелковая дивизия (2-го формирования; март — май 1921 года)
- Сводная стрелковая дивизия (март 1921 года)

### Боевые действия
Управление 7-й армии объединило войска, сосредоточенные для подавления Кронштадтского восстания. Первый штурм крепости, предпринятый 8 марта 1921 года, был отбит. После этого армия была значительно усилена и достигла численности около 45 000 человек. В ночь на 17 марта войска 7-й армии начали новое наступление на Кронштадт и утром ворвались в город. В результате к 18 марта восставшие были окончательно разгромлены.

### Командный состав
Командующие:
- 05.03.1921 — 19.03.1921 Тухачевский, Михаил Николаевич
- 19.03.1921 — 10.05.1921 Авров, Дмитрий Николаевич

Северная группа:
- 05.03.1921 — 10.05.1921 Казанский, Евгений Сергеевич

Члены РВС:

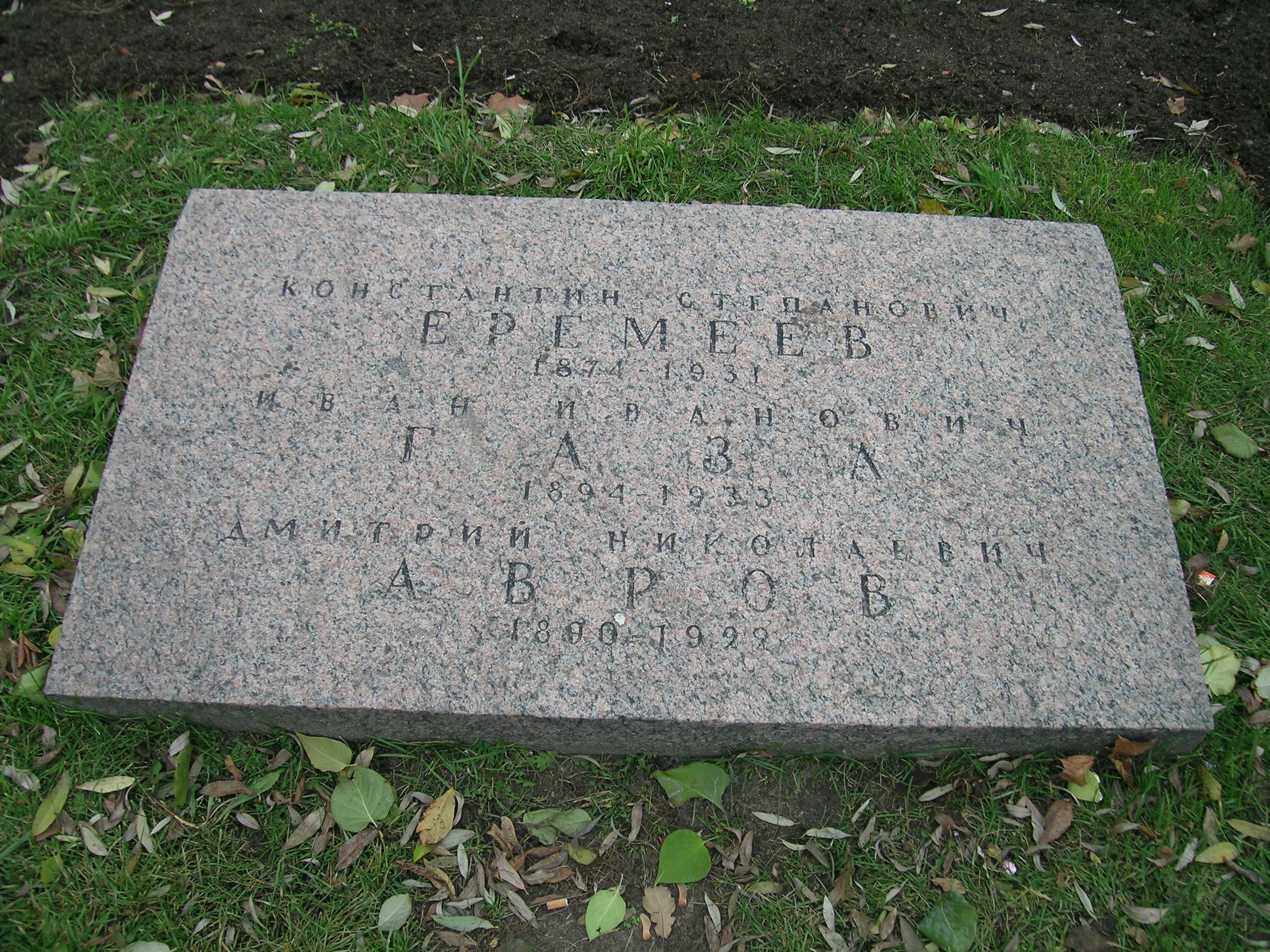
Фото

- 05.03.1921 — 10.05.1921 Евдокимов Григорий Еремеевич
- 05.03.1921 — 10.05.1921 Семёнов Б. А.
- 05.03.1921 — 19.03.1921 Авров, Дмитрий Николаевич

Северная группа:
- 05.03.1921 — 10.05.1921 Вегер, Евгений Ильич[2]

Начальники штаба:
- 03.03.1921 — 10.05.1921 Перемытов А. М.